# Crematogaster cerasi
Crematogaster cerasi es una especie de hormiga acróbata del género Crematogaster, familia Formicidae. Fue descrita científicamente por Fitch en 1855.

Habita en el continente americano, en Canadá y los Estados Unidos (Massachusetts). Se las hahan encontrado a elevaciones que van desde los 5 hasta los 2120 metros de altura. Habita en prados, en bosques donde abunda Pinus ponderosa, en bosques de árboles firmes y robustos, en bosques frondosos donde abunda el roble y también en páramos. Además se encuentra en varios microhábitats como piedras, en las orillas de ríos, madera muerta, forrajes, hojarasca, en árboles y troncos podridos.

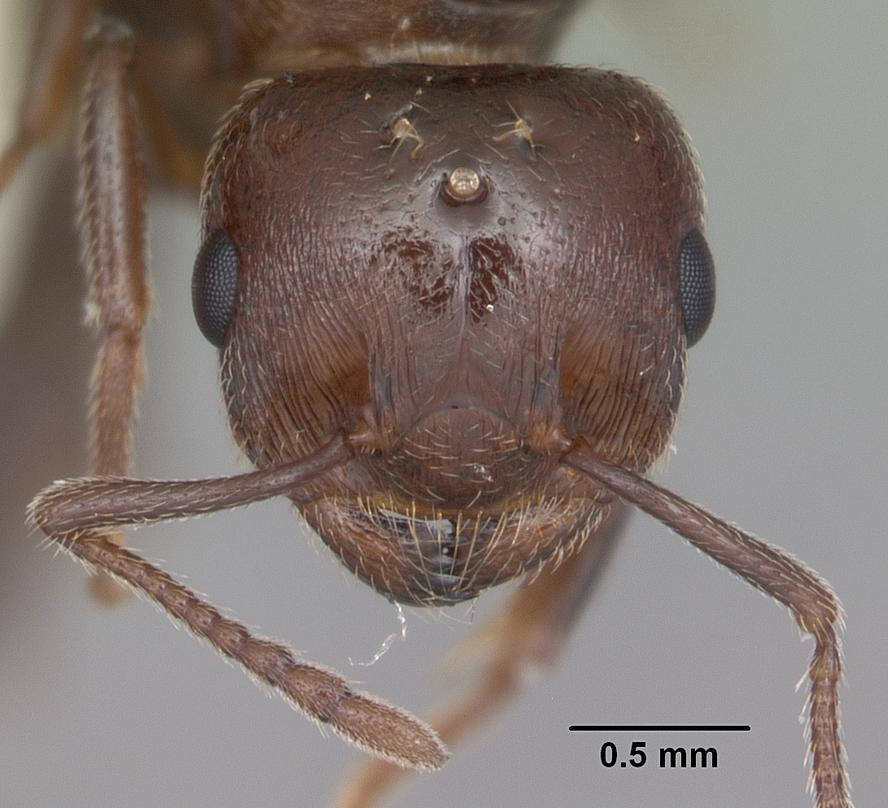
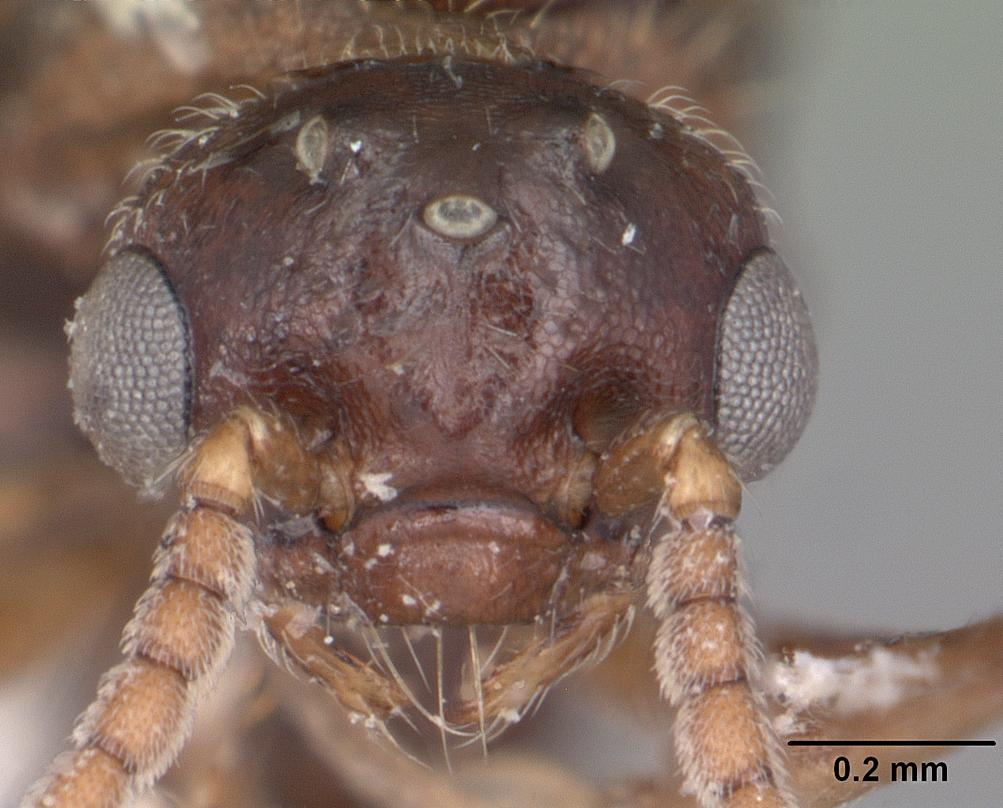
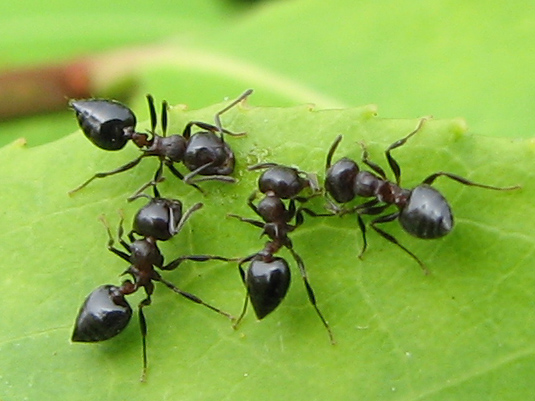
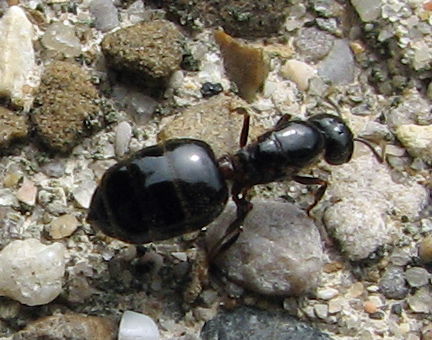
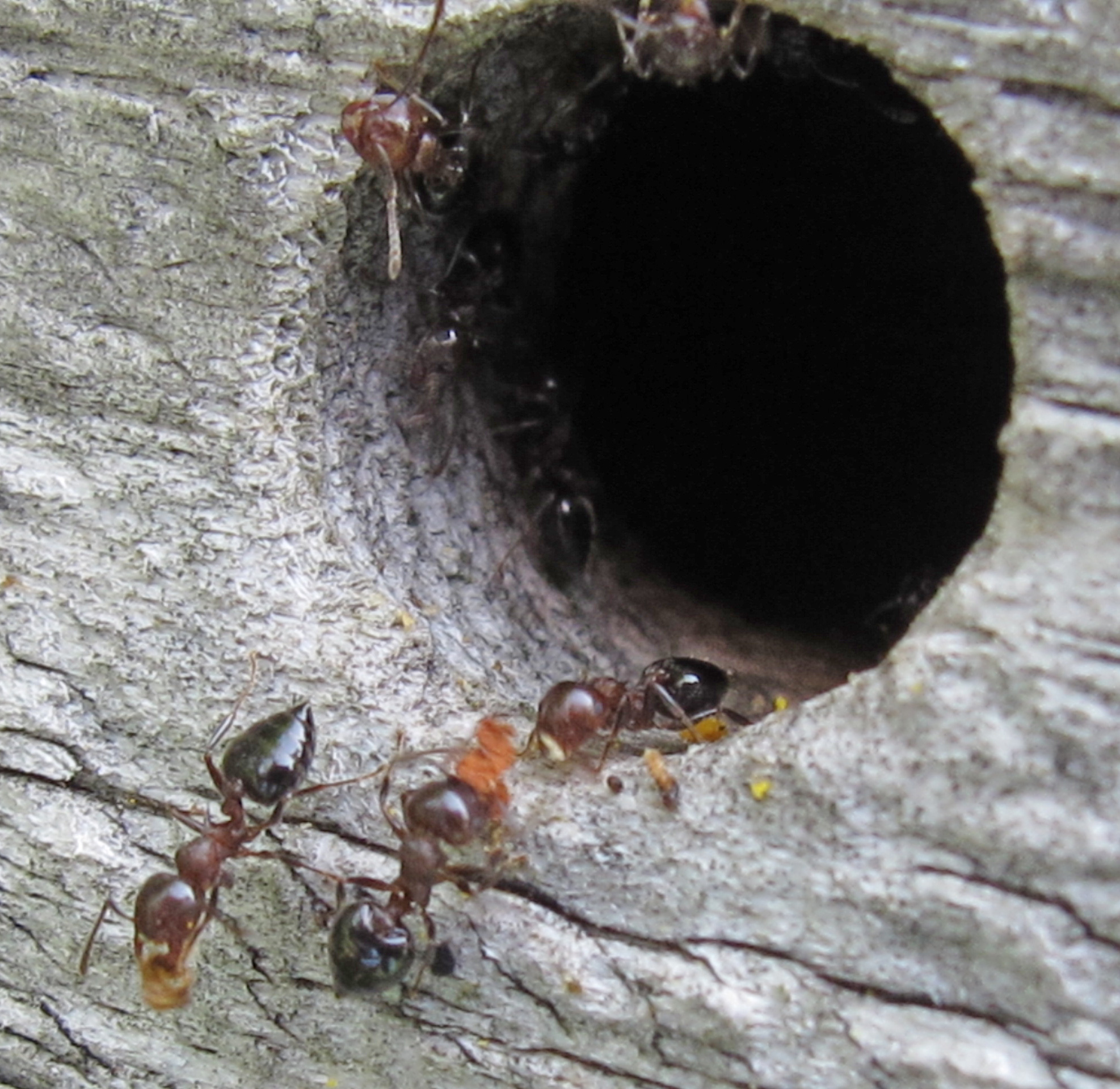